# غييرمو دي أموريس
خويليرمو دي اموريس (بالإسبانية: Guillermo de Amores) (19 أكتوبر 1994 في الأوروغواي - ) هو لاعب كرة قدم أوروغواني في مركز حراسة المرمى. شارك مع منتخب الأوروغواي تحت 17 سنة لكرة القدم ومنتخب الأوروغواي تحت 20 سنة لكرة القدم. أما مع النوادي، فقد لعب مع نادي فلومينينسي ونادي ليفربول (مونتفيدو).

## روابط خارجية
- خويليرمو دي اموريس على موقع قاعدة بيانات كرة القدم.إي يو (الإنجليزية)
- خويليرمو دي اموريس على موقع Soccerway.com (الإنجليزية)
- خويليرمو دي اموريس على موقع عالم كرة القدم.نت (الإنجليزية)